# Zinn(IV)-chlorid
Zinn(IV)-chlorid, manchmal auch einfach Zinnchlorid genannt, ist ein Chlorid des Zinns. Es ist eine klare, rauchende Flüssigkeit, die einen stechenden, salzsäureähnlichen Geruch besitzt. Mit Wasser erfolgt unter starker Erwärmung Hydrolyse zu Zinndioxid und Salzsäure.

## Geschichte
Da man es lange Zeit Andreas Libavius zuschrieb, Zinnchlorid um 1605 entdeckt zu haben, wählte man daraufhin auch den lateinischen Trivialnamen Spiritus fumans Libavii entsprechend zu Ehren seines scheinbaren Entdeckers. Erst viel später fand man heraus, dass die Verbindung bereits rund 180 Jahre früher, im Buch der Heiligen Dreifaltigkeit des Franziskaners Ulmannus (1419) Erwähnung gefunden hatte. Ab 1630 benutzten es die Holländer in der Cochenillefärberei.

## Herstellung
Man erhält Zinn(IV)-chlorid, indem man Zinn(II)-chlorid-Lösungen von 60 °C mit Salzsäure versetzt und bei 40 °C durch Salpetersäure oxidiert. Die Flüssigkeit erstarrt dann beim Erkalten zu Zinnchlorid mit fünf Molekülen Kristallwasser. Das Zinn(II)-chlorid kann auch durch Einleiten von Chlor oxidiert werden.
{\displaystyle \mathrm {SnCl_{2}+Cl_{2}\longrightarrow SnCl_{4}} }
Zur Darstellung von Zinnchlorid aus Weißblechabfällen, die 3–5 % Zinn enthalten, werden dieselben mit Chlor behandelt und das verflüchtigte Zinnchlorid in Schlangenkühlern verdichtet.
{\displaystyle \mathrm {Sn+2\ Cl_{2}\longrightarrow SnCl_{4}} }
Die Lösung des Zinnchlorids gibt beim Verdampfen große, zerfließende Kristalle mit fünf Molekülen Kristallwasser. Die verdünnte wässrige Lösung zersetzt sich beim Erhitzen unter Abscheidung von Metazinn(IV)-säure.
Die Dämpfe von Zinnchlorid geben mit Wasserdampf bei Rotglut Zinnsäureanhydrid, mit Schwefelwasserstoff Zinn(IV)-sulfid. Zinnchlorid dient als Beize in der Färberei und Zeugdruckerei, zur Darstellung von Anilinblau und Farblacken, auch zum Verzinnen. Ammoniumzinnchlorid (NH4)2SnCl6 entsteht beim Vermischen konzentrierter Lösungen von Zinnchlorid und Salmiak als farbloses kristallines Pulver, welches sich in drei Teilen Wasser löst, in konzentrierter Lösung Siedetemperatur verträgt, dessen verdünnte Lösung aber beim Erhitzen Zinnhydroxid abscheidet.

## Eigenschaften

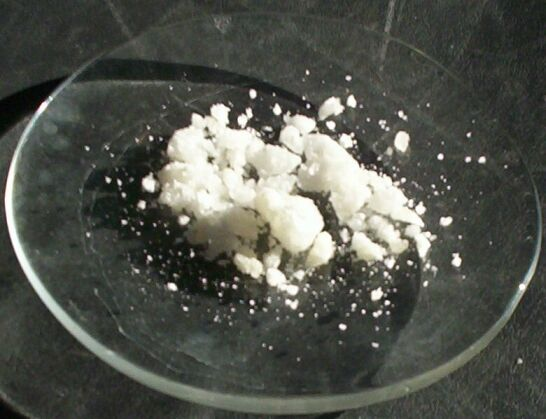
Zinn(IV)-chlorid Pentahydrat

Zinnchlorid liegt bei Raumtemperatur als eine farblose Flüssigkeit mit einem spezifischen Gewicht von 2,23 g·cm−3 vor. Die Substanz erzeugt aufgrund ihrer Hygroskopie an der Luft weißen Rauch. Die Verbindung, die noch bei −20 °C flüssig ist und bei 114 °C siedet, wirkt stark ätzend. Die Dampfdruckfunktion ergibt sich nach Antoine entsprechend log10(P) = A−(B/(T+C)) (P in bar, T in K) mit A = 4,18162, B = 1384,537 und C = −54,377 im Temperaturbereich von 250,5 bis 386 K. Sie löst Schwefel, Iod und Phosphor.
An der Luft oder mit wenig Wasser bildet sich das Pentahydrat (Zinnbutter) als farblose kristalline Masse.
{\displaystyle \mathrm {SnCl_{4}+5\ H_{2}O\longrightarrow SnCl_{4}\cdot 5\ H_{2}O} }
In größeren Mengen Wasser löst sich das Zinn(IV)-chlorid unter weitgehender Hydrolyse auf, wobei die Lösung stark sauer reagiert. Lösungen von Zinnchlorid erhält man auch beim Behandeln von Zinnsäure mit Salzsäure, von Zinn(II)-chloridlösung mit Chlor, beim Behandeln einer mit Salzsäure versetzten Zinn(II)-chloridlösung mit Salpetersäure, beim Lösen von Zinn in Königswasser. Letztere Lösung enthält auch Zinn(II)-chlorid und führt in der Färberei den Namen salpetersaures Zinn, Scharlach-, Zinnkomposition, Zinnsolution, Physik, Rosiersalz, Rosasäure. Statt dieser Lösungen von unsicherem Gehalt kommt jetzt häufiger Zinnchlorid in fester Form in den Handel.

## Verwendung
Zinn(IV)-chlorid wird als Dampf in der Heißendvergütung von Behälterglas eingesetzt, wobei sich auf der heißen Glasoberfläche eine dünne Zinnoxidschicht abscheidet, die das Glas widerstandsfähiger gegenüber Abrieb und Verkratzen macht. Man benutzt Zinn(IV)-chlorid als Beize in der Zeugdruckerei (wo die freie Säure enthaltende Zinnchloridlösung nicht anwendbar ist, benutzt man Ammoniumhexachlorostannat, Pinksalz), zur Darstellung von Teerfarben und Farblacken, auch zum Verzinnen.
Weiterhin dient Zinn(IV)-chlorid zur Herstellung von organischen Zinnverbindungen wie Tetrapropylzinn.